# Kjærlighet og ærlighet 1
Kjærlighet og ærlighet 1 är ett musikalbum med Jan Eggum. Albumet är första delen av en trilogi, utgiven som en markering av Eggums 60-års födelsedag i december 2011. Grappa Musikkforlag A/S lanserade albumet, en dubbel-CD, i mars.

## Låtlista
CD 1
1. "Kompiser" – 2:47
2. "Kjærlighet og ærlighet" – 3:42
3. "Nå" – 2:59
4. "Noen" – 2:31
5. "Håkon den gode" – 3:15
6. "Moden mann" – 4:11
7. "Så langt har alt gått bra" – 4:25
8. "Hva så" – 2:56
9. "Reprise" – 2:47
10. "Forført" – 3:08

CD 2
1. "En ekte loner" – 3:39
2. "Hon snakker til meg" – 2:28
3. "Geni" – 3:17
4. "Vrient å finne en venn" – 3:10
5. "Dårlig tid" – 4:00
6. "En stund" – 3:02
7. "Helt normalt" – 2:47
8. "Noen vil ha deg" – 3:34
9. "Det vil aldri skje" – 3:09
10. "Grinebiter" – 3:23

- Alla låtar skrivna av Jan Eggum.

## Medverkande
Musiker
- Jan Eggum – sång, gitarr, orgel, keyboard, dragspel, körsång
- Arvid Solvang – gitarr, klockespel, körsång, programmering, arrangement (stråkinstrument) (på "Kompiser", "Håkon den gode", "Hva så", "Reprise", "En ekte loner", "Hon snakker til meg", "Geni", "Vrient å finne en venn", "Dårlig tid", "Helt normalt", "Noen vil ha deg", "Det vil aldri skje" och "Grinebiter")
- Tommy Kristiansen – gitarer, mandolin (på "Moden mann", "Hva så," "Dårlig tid" och "Noen vil ha deg")
- Jojje Wadenius – gitarr (på "Kjærlighet og ærlighet", "Forført", "Hon snakker til meg", "Dårlig tid" och "Grinebiter")
- Håvard Caspersen – gitarr (på "Kjærlighet og ærlighet")
- Nils Einar Vinjor – gitarr (på "Moden mann", "Vrient å finne en venn")
- Nikolai Eilertsen – basgitarr (på "Kompiser", "Kjærlighet og ærlighet", "Forført", "Hon snakker til meg", "Geni", "Vrient å finne en venn", "En stund", "Helt normalt", "Noen vil ha deg", och "Det vil aldri skje")
- Endre Hareide – basgitarr (på "Nå", "Noen", "Håkon den gode", "Moden mann", "Så langt har alt gått bra", "Hva så", "Reprise", "En ekte loner", "Dårlig tid" och "Grinebiter")
- David Wallumrød – orgel, piano, clavinet, synthesizer (på "Kjærlighet og ærlighet", "Nå", "Håkon den gode", "Hva så", "Reprise", "Forført", "En ekte loner", "Geni", "Dårlig tid", "En stund", "Helt normalt" och "Noen vil ha deg")
- Børre Flyen – trummor, percussion (på "Kompiser", "Kjærlighet og ærlighet", "Forført", "Hon snakker til meg", "Geni", "Vrient å finne en venn", "En stund", "Helt normalt", "Noen vil ha deg", "Det vil aldri skje")
- Trond Augland – trummor, percussion (på "Nå", "Noen", "Håkon den gode", "Moden mann", "Så langt har alt gått bra", "Hva så", "Reprise", "En ekte loner", "Dårlig tid" och "Grinebiter")
- Vegard Johnsen, Øyvind Fossheim, André Orvik – violin (på "Kjærlighet og ærlighet", "Så langt har alt gått bra", "En ekte loner" och "Geni")
- Dorthe Dreier – viola (på "Kjærlighet og ærlighet", "Så langt har alt gått bra", "En ekte loner" och "Geni")
- Hans Josef Groh – cello (på "Kjærlighet og ærlighet", "Så langt har alt gått bra", "En ekte loner" och "Geni")
- Benedikte Kruse, Ida Roggen, Tora Augestad – bakgrundssång (på "Nå", "Noen", "Moden mann", "Dårlig tid" och "Grinebiter")
- Frank Hammersland, Dagfinn Lie – bakgrundssång (på "Håkon den gode" och "Noen vil ha deg")
- Tonje Unstad – bakgrundssång (på "Dårlig tid")
- Helge Sunde – flygelhorn (på "Håkon den gode", "Reprise", "Helt normalt" och "Noen vil ha deg")
- Jonas Lie Theis – programmering (på "Moden mann")
- Eirik Berge – arrangement (stråkinstrument) (på "Kjærlighet og ærlighet" och Geni")
- Gaute Storaas – arrangement (stråkinstrument) (på "Så langt har alt gått bra")

Produktion
- Arvid Solvang – musikproducent, ljudteknik, ljudmix
- Jonas Lie Theis – ljudtekniker
- Chris Sansom – ljudmix, mastering
- Øystein Fyxe – foto
- Mats Andersen – omslagsdesign